# Suspense (film, 1946)
Pour les articles homonymes, voir Suspense (homonymie).
Suspense (Fatalité) est un film américain de Frank Tuttle sorti en 1946.

## Synopsis
Joe Morgan, un nouveau venu négligé à Los Angeles arrivant de New York, est à la recherche d’un travail et est dirigé vers un théâtre voisin avec un spectacle de glace mettant en vedette Roberta Elva. Harry Wheeler, l’assistant principal au théâtre, engage Morgan pour vendre des cacahuètes et faire d’autres petits boulots. En regardant la performance de Roberta, Morgan est immédiatement emmené avec elle. Après le spectacle, il tente d’entamer une conversation avec elle, mais alors qu’elle est chassée par le producteur du théâtre, Frank Leonard. Wheeler dit à Morgan que les deux sont mariés. Plus tard, Roberta évite toujours les avances de Morgan, mais quand il suggère un nouvel acte pour le spectacle, impliquant Roberta patinant et sautant à travers un cercle de longs couteaux tranchants, Leonard le promeut à un poste de direction. Leonard laisse Morgan responsable du théâtre pendant qu’il part en voyage d’affaires, et Morgan continue de poursuivre Roberta alors qu’elle semble s’adoucir envers lui. De retour à son appartement un soir, Morgan est surpris de découvrir Ronnie, une ancienne petite amie de New York, qui est toujours obsédée par lui et vit maintenant de l’autre côté du couloir. Lorsque Leonard revient de son voyage, il commence à soupçonner l’attention de Morgan sur Roberta et l’emmène pour des vacances d’hiver à la montagne.
Morgan arrive de manière inattendue là-bas une nuit avec des papiers à signer pour Leonard, bien qu’il veuille vraiment voir Roberta. Leonard soupçonne toujours les intentions de Morgan mais l’invite à rester un moment. Plus tard, il le voit embrasser Roberta et le lendemain matin, Morgan se rend avec Roberta dans un lac gelé pour regarder son entraînement mais Leonard les suit peu après avec un fusil de chasse. De son point de vue au-dessus du lac, Leonard tire sur Morgan, qu'il manque et déclenche une avalanche qui semble l’enterrer vivant. De retour à Los Angeles, Roberta reprend son spectacle avec le nom de Morgan maintenant sur le chapiteau mais chacun est hanté par le sentiment qu’ils sont constamment épiés. Entre-temps, Ronnie devient de plus en plus jaloux à mesure que la liaison du couple devient plus ouverte et s’arrange pour en savoir plus sur les raisons pour lesquelles Morgan a quitté New York. Morgan et Roberta deviennent de plus en plus inquiets de savoir si Leonard est vraiment mort, et Morgan est particulièrement contrarié lors d’une fête quand il découvre la bague de Leonard dans sa coupe de champagne. Peu de temps après, alors qu’il travaille tard dans son bureau, Morgan est approché par une silhouette sombre. De l’extérieur, Roberta et Wheeler entendent des bruits d’une lutte apparente, mais quand Roberta va enquêter, elle trouve Morgan seul, verrouillant un grand bureau qui avait été laissé déverrouillé auparavant. Roberta trouve également une pipe comme celle de Leonard mais Morgan lui assure que c’est la sienne.
Le lendemain, le bureau de travail a été remplacé par un nouveau, Morgan expliquant brusquement qu’il s’était fait enlever l’ancien et le brûlait dans le four du bâtiment parce qu’il n’était plus fonctionnel. Il devient de plus en plus distant et hostile à Wheeler et même à Roberta, dont les soupçons sont éveillés. Se rendant à la fournaise pour enquêter, elle fait avouer à Morgan qu’il a tué Leonard et a mis son corps à l’intérieur du bureau maintenant incinéré. Elle dit à Morgan qu’elle ne le livrera pas à la police mais qu’il doit de son propre chef avouer son crime. Cette nuit-là, Ronnie confronte également Morgan avec des informations sur les raisons pour lesquelles il a quitté New York, mais Morgan l’attaque.
Craignant que Roberta n’aille tout raconter aux autorités, Morgan desserre l’un des longs couteaux utilisés dans la performance de Roberta afin qu’il la coupe lorsqu’elle sautera à travers le cercle. Au dernier moment de son acte, cependant, il arrache soudainement l’appareil. Se retirant par la porte de la scène, Morgan est apparemment prêt à fuir, mais il est confronté à Ronnie, qui lui tire dessus et le tue. Alors que la caméra s’éloigne de l’allée, nous voyons à nouveau le chapiteau du théâtre, avec les lumières épelant Joe Morgan en train de s’éteindre.

## Fiche technique
- Titre original : Suspense
- Titre français : Fatalité
- Réalisation : Frank Tuttle
- Scénario : Philip Yordan
- Durée : 101 minutes
- Date de sortie : 
  - États-Unis : 15 juin 1946
  - France : 2 janvier 1948

## Distribution
- Belita : Roberta Leonard, aka Roberta Elva
- Barry Sullivan : Joe Morgan
- Bonita Granville : Ronnie
- Albert Dekker : Frank Leonard
- Eugene Pallette : Harry Wheeler
- George E. Stone : Max
- Edit Angold : Nora
- Leon Belasco : Pierre Yasha